# Phường 12, Quận 11
Phường 12 là một phường thuộc Quận 11, Thành phố Hồ Chí Minh, Việt Nam.
Phường 12 có diện tích 0,13 km², dân số năm 2021 là 9.272 người,  mật độ dân số đạt 71.323 người/km².